# Саксаул белый
Саксаул белый, или песчаный (лат. Haloxylon persicum) — кустарник, распространённый преимущественно в Передней (в том числе на территории Израиля, Египта, Синайского полуострова, южной части Ирака, Саудовской Аравии, Ирана, Омана, ОАЭ, Афганистана), Центральной (Кыргызстана, Туркменистана и т. д.), Южной (в Пакистане) и Восточной Азии (в Синьцзян-Уйгурском автономном округе, входящем в состав Китая). Принадлежит к семейству Амарантовых.
Включён в Красную книгу Мангистауской области Республики Казахстан.

## Биологическое описание
Побег белого саксаула представляет собой крепкий кривой стволик высотой 4,5-5 м со светло-серой корой. Лиственный покров отсутствует, однако его функции выполняют иглы-листочки, расположенные на мясистых ветвях. Произрастая в барханах, пустынях и на отмелях, образует чистые насаждения средней плотностью 400—500 кустарников на 1 га. Довольно вынослив, благодаря чему легко приспосабливается к неплодородным почвам и переносит засуху. Цветёт в мае-июне.

## Использование
Мощная корневая система растения осуществляет регуляцию содержания органических веществ в песчаной почве. Древесина кустарника широко используется в деревообрабатывающем производстве. Выделяя огромное количество тепловой энергии при сгорании, широко используется в качестве топлива.
Воспевался во многих произведениях арабских поэтов-классиков.

## Вредители
На территории Казахстана, Туркменистана и Узбекистана распространён саксауловый жук-усач (лат. Turcmenigena varentzovi), являющийся вредителем белого саксаула.